# Paddy DeMarco
Pour les articles homonymes, voir Demarco (homonymie).
Paddy DeMarco est un boxeur américain né le 10 février 1928 à New York, et mort le 13 décembre 1997.

## Carrière
Passé professionnel en 1945, il devient champion du monde des poids légers le 5 mars 1954 en battant aux points Jimmy Carter mais perd le combat revanche organisé le 17 novembre suivant. DeMarco met un terme à sa carrière en 1959 sur un bilan de 75 victoires, 26 défaites et 3 matchs nuls.